# Thecla atymna
Thecla atymna är en art av fjäril som beskrevs av William Chapman Hewitson 1870. Den ingår i släktet Thecla och familjen juvelvingar (Lycaenidae). Inga underarter finns listade i Catalogue of Life.